# L40 (Berlin)

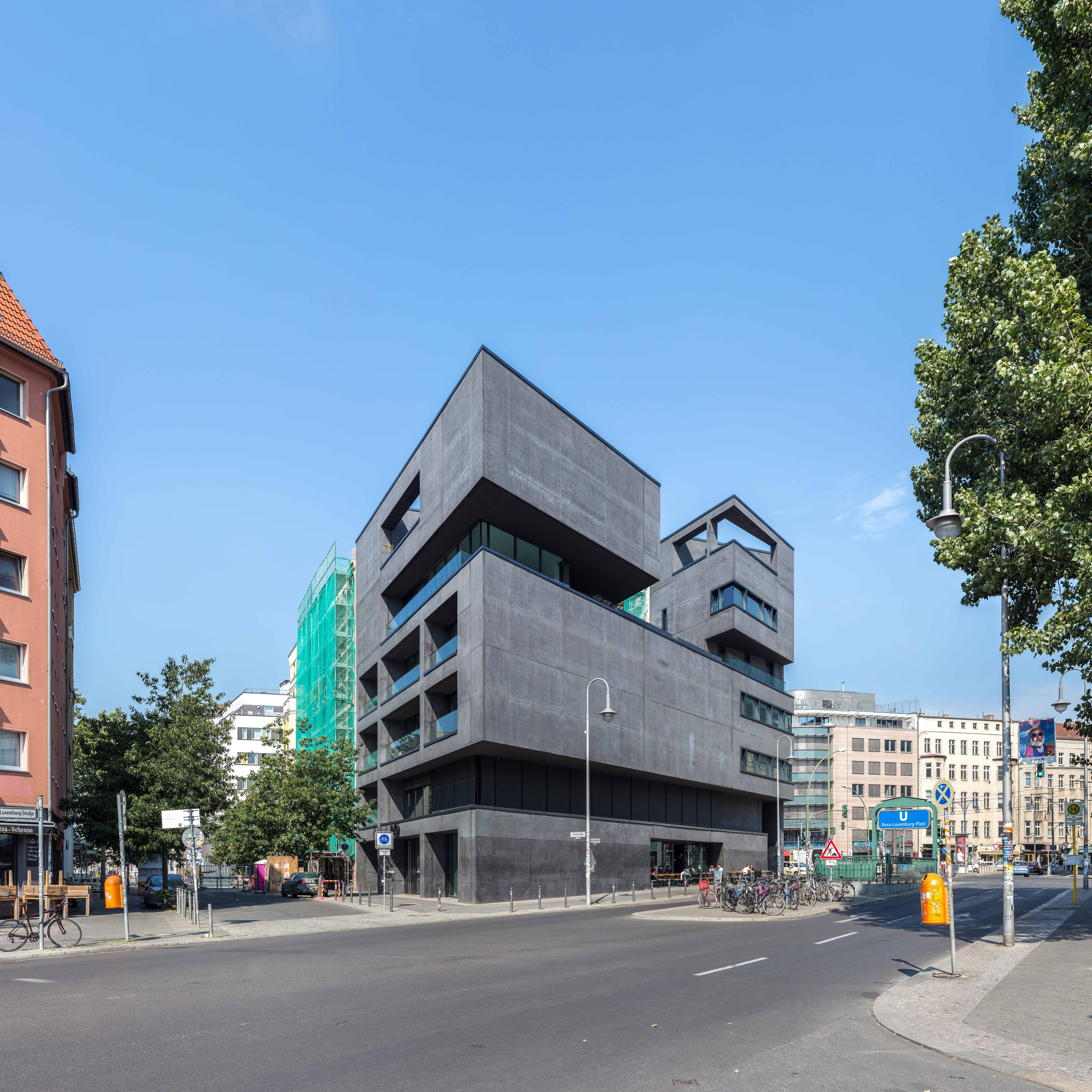
Linienstraße 40

Das L40 oder auch Black-Maze-Building (schwarzes Labyrinth) ist ein Wohn- und Geschäftshaus an der Ecke Rosa-Luxemburg-Straße / Linienstraße im Berliner Ortsteil Mitte. Der Name ist die Kurzdarstellung des Straßennamens mit der zugeordneten Hausnummer. Es wurde für ein 2884 Quadratmeter großes dreieckiges Grundstück von den Berliner Architekten Roger Bundschuh und Philipp Baumhauer in Zusammenarbeit mit der Künstlerin Cosima von Bonin bis Juli 2008 entworfen und im Januar 2010 als anthrazit-schwarz, spitz zulaufender Kubus „monolithisch-skulptural“ fertiggestellt. Vom gleichen Architekten wurde später auf der anderen Straßenseite die neue Zentrale des Suhrkamp-Verlages errichtet.

## Hintergrund
Das umgebende Straßengefüge wurde nach Plänen aus der Zeit vor der ehemaligen DDR rekonstruiert. Das Gebäude selbst ist ein Beispiel minimalistisch-monochromatischer Architektur. Der kubische Monolith wurde als „Wohnhaus für Sammler und Galeristen“ umgesetzt. Die Architekten wenden sich gegen die Vorherrschaft der Kritischen Rekonstruktion, die von Hans Stimmann vertreten wurde, der von 1996 bis 2006 Senatsbaudirektor in Berlin war, und der durch seine „autoritäre Amtsführung“ Akzente für Richtlinien hinsichtlich historisch nachvollziehbarer Bebauungen setzte. Die siebenstöckige Betonkonstruktion steht für eine freiere Auffassung von Stadtbebauung. Entstanden ist den Architekten zufolge „ein Haus aus Beton. Dunkel und ernst, aber auch voller Leichtigkeit und Zuversicht. Ein Beitrag zur klassischen Moderne, einladend und abweisend zugleich“. Roger Bundschuh zum L40 gegenüber der Berliner Morgenpost: „Aber wissen Sie, ich kann und will mich damit gar nicht beschäftigen, was die Öffentlichkeit vielleicht schön findet oder nicht.“

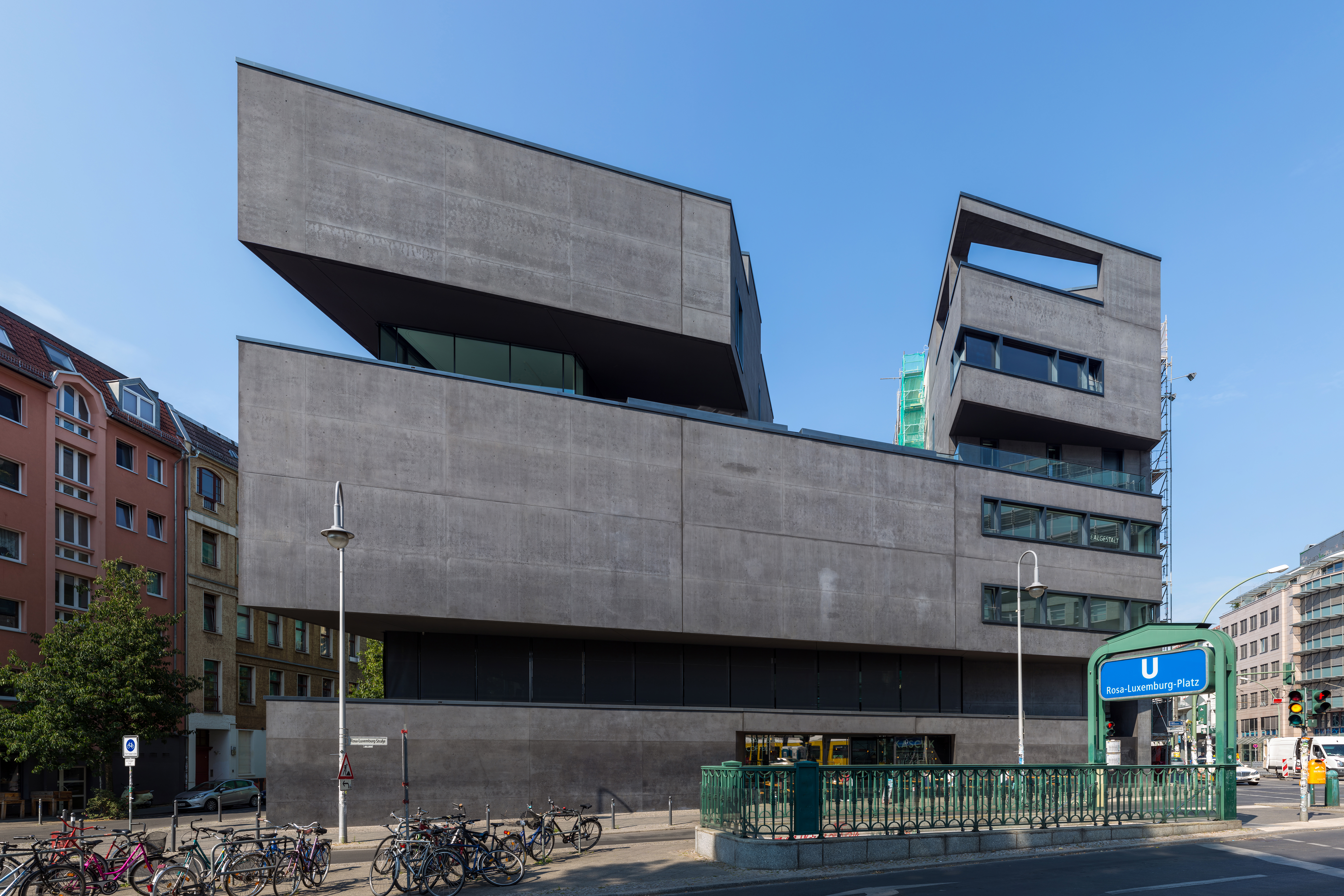
Ansicht von Osten

Der Bau bietet auf „sieben Ebenen neun geräumige Eigentumswohnungen mit Größen von 67 bis über 300 Quadratmetern. Im Erdgeschoss stehen zusätzlich drei Gewerbeeinheiten zur Verfügung.“ Die Terrassen und Galerien ermöglichen ein begehbares Panorama der Gegend. In den schall- und schwingungsarmen Innenräumen gibt es keine Stützen. Die Innenräume sind bis zu sieben Meter hoch und unterschiedlich geschnitten. Die meisten Räume werden über Oberlichter mit Tageslicht versorgt.
Das gesamte Gebäude lagert auf dem Erdreich auf einer druckfesten Schaumschicht, die die Übertragung von Erschütterungen und Geräuschen hemmt.
Anknüpfungspunkte gibt es zu den östlich gelegenen Bauten von Hans Poelzig aus den 1920er Jahren. Das Gebäude ist nach der Idee des offenen Innenhofs gestaltet, der sich in der Gebäudestruktur fortsetzt, um eine Orientierung für weitere städtebauliche Entwicklungen zu bieten. Aufsehen erregten besonders die unterschiedlichen Traufhöhen der Dächer, die bei den Ämtern entsprechend schwer durchzubringen waren.

## Kritik
Der expressiv-minimalistische Ansatz sorgt dafür, dass kaum die Rede von Im-Viertel-bauen, eher aber An-der-Stadt-bauen ist. Entsprechend kritisch wird das Gebäude aufgenommen. Der Ursprungsgedanke eines Gebäudes, das wie ein zerklüfteter Monolith aus einem Block geschnitzt ist, kann als postmoderne Science-Fiction bezeichnet werden und erinnert an Filme wie Matrix, postmodern besonders, wo zum Beispiel auf das elisabethanische England referiert wird. Die flächigen, glatten Außenfassaden mit versteckten Fensterfronten anstelle von Fenstern wirken konstruktivistisch oder gar futuristisch.

## Eckdaten
- Auftraggeber: Immobiliengesellschaft ALBION mbH, Berlin
- Architektur: Bundschuh Architekten, Berlin
- Projektleitung: Carolus Tränkner, Christiane Schmitz, Fabian Schwade
- Bauleitung: Van Ommen Architekt, Berlin
- Tragwerksplanung: Ifb Frohloff Staffa Kühl Ecker, Berlin
- HLS-Planung: B&S Baupartner GmbH, Berlin
- Bauphysik: Müller BBM GmbH, Berlin
- Bodengutachten: Steinfeld und Partner, Mehrow
- Beweissicherung: L41 und U-Bahnhof, Jürgen Westphal VBI, Zeuthen
- Schwingungsschutz: GuD Consult GmbH, Berlin
- Vermessung: Ronald Pieczak, Berlin
- Betontechnologie: FBL Fläming Bausstoff-Labor-GmbH, Treuenbrietzen
- Grundstücksgröße: 2884 m²